# Komputerowa gra logiczna

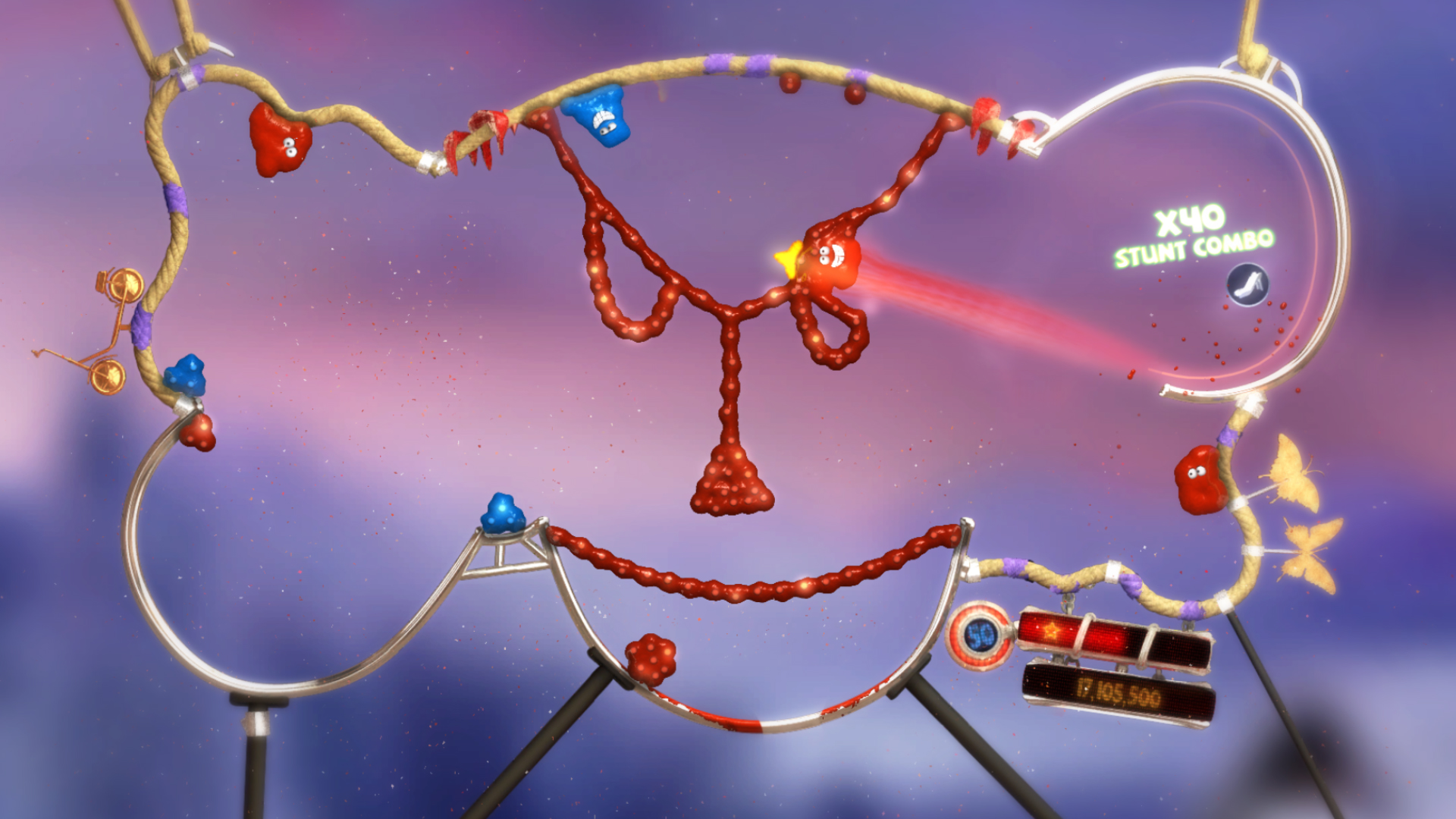
Zrzut ekranu przykładowej gry logicznej – The Splatters

Komputerowa gra logiczna – gatunek gry komputerowej, w którym gracz do jej przejścia musi wykorzystać zdolność logicznego myślenia. Łamigłówki zawarte w tego typu grach sprawdzają czasami również umiejętności strategiczne, zdolności rozpoznawania znaków, wykonywania określonych sekwencji czy też dopisywania słów.